# Olga Aleksándrovna Románova
Olga Aleksándrovna Románova (en ruso: О́льга Алекса́ндровна Рома́нова; 1 de juniojul./ 13 de juniogreg. de 1882-24 de noviembre de 1960) fue la última hija del emperador Alejandro III de Rusia y la emperatriz María Fiódorovna Románova (Dagmar de Dinamarca) y hermana menor del emperador Nicolás II.
Criada en el palacio de Gátchina, a las afueras de San Petersburgo, tuvo desde pequeña una relación más cercana con su padre que con su madre. Tenía doce años cuando su padre murió y su hermano Nicolás fue coronado soberano de Rusia. En 1901, con diecinueve años, se casó con el duque Pedro Alexándrovich de Oldemburgo, a quien su familia y amigos murmuraban en privado que era homosexual. El matrimonio duró quince años y no se consumó; ambos llevaron vidas separadas. Al principio, su esposo rechazó su solicitud de divorcio, pero finalmente el matrimonio fue anulado por el emperador en 1916. Al mes siguiente, se casó con el coronel Nikolái Kulikovski, su amante de varios años atrás. Durante la Primera Guerra Mundial, sirvió como enfermera del ejército y le fue concedida una medalla al mérito personal. Con la caída de los Románov en la Revolución rusa de 1917, huyó con su marido e hijos a Crimea, donde vivieron bajo amenazas de muerte. Su hermano Nicolás y su familia fueron asesinados por los revolucionarios.
Junto a su familia lograron huir de Rusia en febrero de 1920 y se reunieron con su madre, la emperatriz viuda, en Dinamarca. En el exilio, actuó como compañera y secretaria personal de su madre, reuniéndose muchas veces con los impostores Románov que afirmaban ser sus parientes muertos. En 1925 conoció a Anna Anderson, la impostora más conocida, quien afirmaba ser su sobrina la gran duquesa Anastasia. Después de la muerte de la emperatriz viuda en 1928, Olga y su marido compraron una granja en Ballerup, cerca de Copenhague. Allí llevó una vida sencilla: criar a sus dos hijos, trabajar en la granja y pintar. Durante su vida, realizó más de 2000 obras de arte, que proporcionaron ingresos adicionales tanto para su familia como para las causas caritativas que ella apoyaba.
En 1948, sintiéndose amenazada por el régimen de Stalin, ella y su familia emigraron a una granja en Campbellville (Ontario)). A su avanzada edad, se trasladó con su esposo a un bungaló cerca de Cooksville (Ontario). Kulikovski falleció en 1958. Dos años más tarde, mientras su salud se deterioraba, se mudó con unos amigos a un pequeño apartamento en el este de Toronto. Murió a los setenta y ocho años, siete meses después de su hermana mayor Xenia. Al final de su vida y después, era conocida como la última gran duquesa del Imperio ruso.

## Primeros años

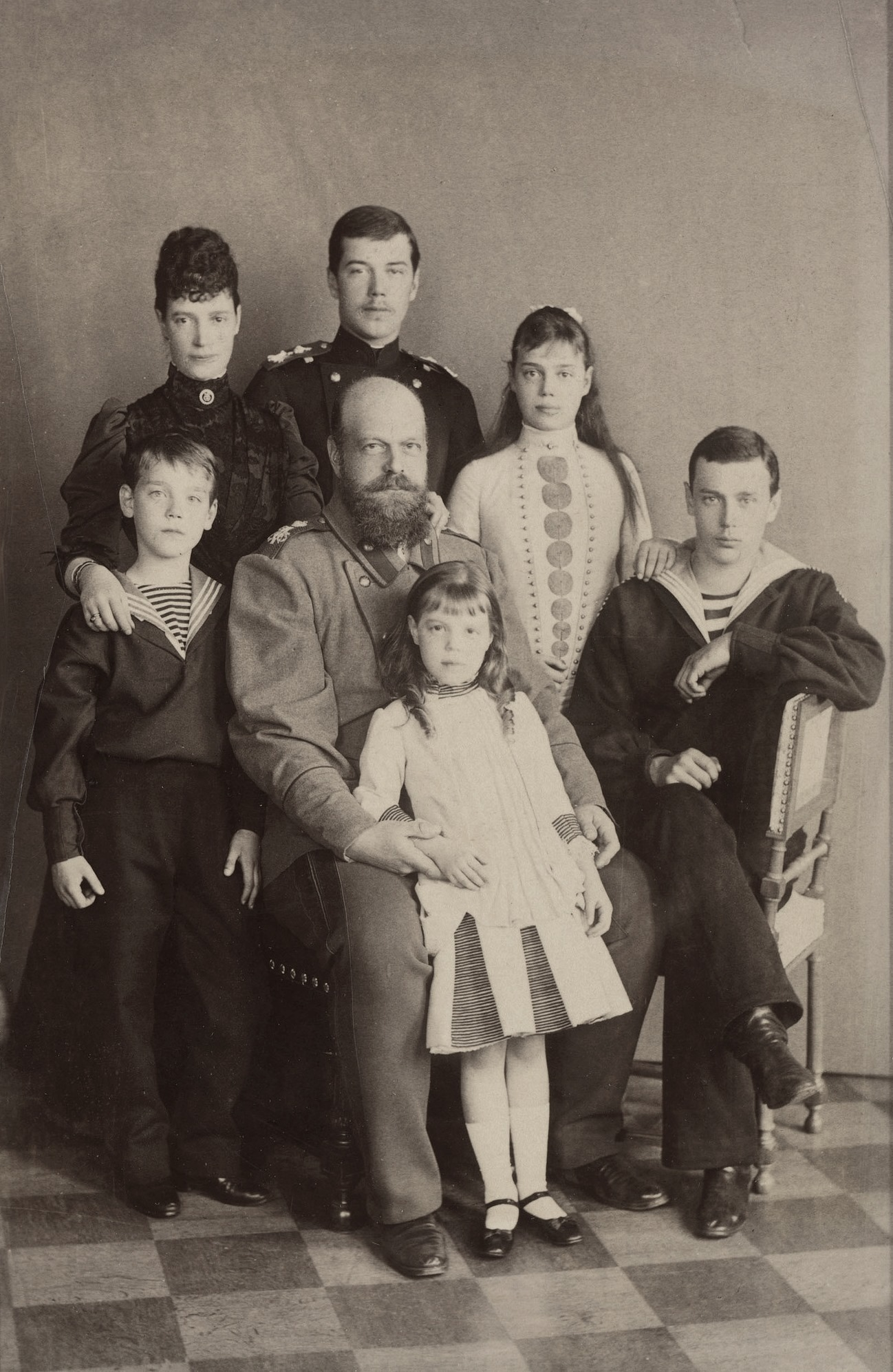
Olga (en el centro) con su padre el emperador Alejandro III en 1888. En la fila trasera (de izquierda a derecha), sus hermanos y madre: el gran duque Miguel, la emperatriz María, el zarévich Nicolás, la gran duquesa Xenia y el gran duque Jorge.

Nació en la púrpura el 13 de junio de 1882 en el palacio Peterhof, al oeste de San Petersburgo. Era la hija menor del emperador Alejandro III de Rusia y la emperatriz María Fiódorovna Románova, anteriormente princesa Dagmar de Dinamarca. Su nacimiento fue anunciado con los tradicionales ciento un cañonazos desde la fortaleza de Pedro y Pablo, con igual parecido en todo el Imperio ruso. Por consejo de su tía, la princesa de Gales, su madre la colocó al cuidado de una niñera británica, Elizabeth Franklin.
Dado que la familia imperial rusa había sido frecuente objetivo de atentados —su abuelo, el zar Alejandro II había sido asesinado en 1881—, fue enviada al palacio de Gátchina, a unos 80 km al oeste de San Petersburgo. Allí, Olga y sus hermanos llevaron un estilo de vida austero, incluso espartanas: dormían en duros catres, se levantaban de madrugada, se lavaban con agua fría y desayunaban una simple papilla.
Abandonó por primera vez el palacio en 1888, cuando visitó con la familia imperial el Cáucaso. Cuando el tren que los regresaba a toda velocidad pasaba por el pequeño pueblo de Borki, se sacudió violentamente y se salió de los rieles. Su familia se encontraba en el vagón comedor, que quedó destruido, con el techo de hierro derrumbado y las ruedas y el suelo cortados. Los sobrevivientes afirmaron que el zar en «un esfuerzo hercúleo» tuvo que levantar el pesado techo para que todos pudieran escapar, una historia que posteriormente se consideró inverosímil. Hubo veintiún muertos y la emperatriz María atendió a los heridos haciendo vendajes de su propia ropa. Aunque la investigación oficial llegó a la conclusión de que había sido un accidente, siempre se creyó que se instalaron bombas en los rieles.
Junto a sus hermanos, fue educada por profesores privados en materias como historia, geografía, inglés, francés, dibujo, baile y equitación; esta última era una de sus principales actividades al aire libre. La familia era profundamente religiosa. Si bien la Navidad y la Pascua eran épocas de celebración y extravagancia, la Cuaresma se observaba estrictamente: evitaban la carne, los productos lácteos y cualquier forma de entretenimiento.

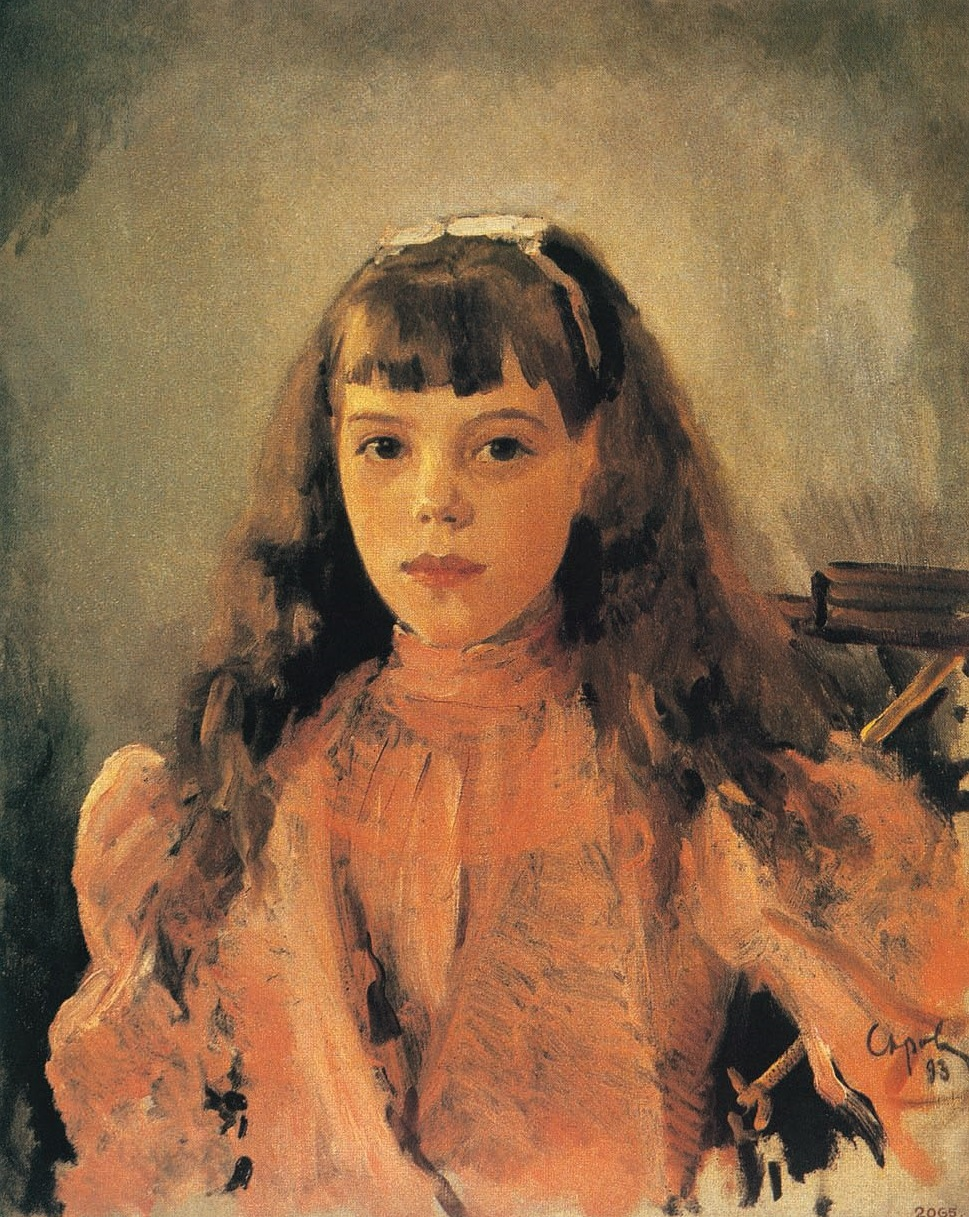
Retratada en 1893 por Valentín Serov.

La relación entre Olga y la emperatriz María era muy tensa; ya desde que era niña, su madre la trataba de manera reservada y formal. Sin embargo, estaba mucho más unida a su padre y su hermano Miguel. Los tres salían a pasear con frecuencia por los bosques de Gátchina, donde su padre les enseñó sus habilidades de monte. En una ocasión dijo de su padre:

Mi padre era todo para mí. Inmerso en el trabajo como estaba, siempre conseguía media hora para nosotros. Una vez mi padre me mostró un álbum muy viejo lleno de dibujos a lápiz de la ciudad imaginaria de Mopsópolis, habitada por mopses. Me lo mostró en secreto y yo estaba encantada con que compartiera secretos de su infancia conmigo.

Sus vacaciones familiares las pasaba en verano en el Peterhof y con sus abuelos maternos, los reyes de Dinamarca. En 1894, la nefritis de su padre obligó a la familia imperial a cancelar sus vacaciones en Dinamarca. Su padre murió el 13 de noviembre de ese año; el impacto emocional en Olga, de doce años, fue traumático. Su hermano mayor asumió el trono imperial como Nicolás II; posteriormente Olga comentó que su hermano no estaba preparado.

## Vida cortesana
Debía hacer su entrada en sociedad a los dieciocho años, en el verano de 1899, pero después de la muerte de su hermano Jorge —heredero del Imperio porque el zar aún no tenía hijo varón— a la edad de veintisiete años, su primera aparición pública oficial se retrasó un año, hasta 1900. Odió la experiencia y, más tarde, dijo a su biógrafo oficial Ian Vorres: «Me sentí como si fuera un animal en una jaula, que era expuesta al público por primera vez». Fue nombrada comandante en jefe honorario del 12.º Regimiento de Húsares Ajtirski (Ахтырский 12-й гусарский полк) del Ejército Imperial Ruso. Los húsares de Ajtirski eran famosos por su victoria sobre Napoleón I Bonaparte en la batalla de Kulm en 1813 y portaban un distintivo dolmán marrón.

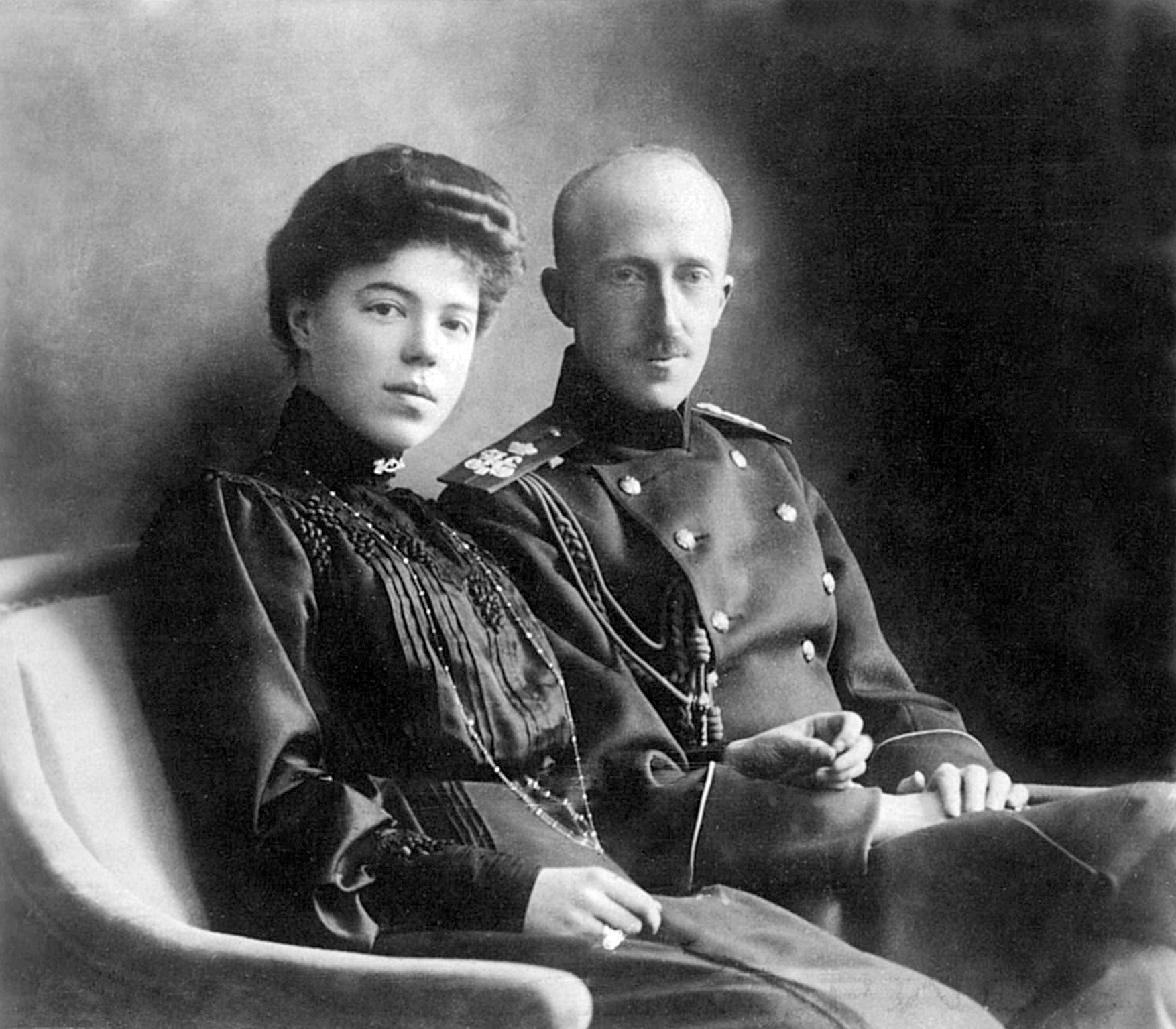
Olga y su primer esposo el duque Pedro Alexándrovich de Oldemburgo.

En 1900, a los dieciocho años, fue escoltada al teatro y la ópera por un primo lejano, el duque Pedro de Oldemburgo, miembro de la rama rusa de la Casa de Oldemburgo. Tenía catorce años más que ella y era conocido por su pasión por la literatura y los juegos de azar. Pedro pidió su mano en matrimonio al año siguiente, una propuesta que la tomó por sorpresa: «Estaba tan sorprendida que todo lo que podía decir era “gracias”», llegó a decir más tarde. El compromiso, anunciado en mayo de 1901, fue inesperado para familiares y amigos, ya que Pedro no había mostrado ningún interés previo hacia las mujeres y los miembros de la alta sociedad creían que era homosexual. A la edad de diecinueve años, el 9 de agosto de 1901, se casó con Pedro, de treinta y tres años. Después de la celebración, los recién casados salieron hacia el palacio de Oldemburgo en el Campo de Marte. La recién casada pasó su noche de bodas llorando, completamente sola, mientras que su marido fue a un club de juegos de azar y regresó a la mañana siguiente. Su matrimonio permaneció sin consumarse y sospechó que Pedro fue empujado a casarse por su ambiciosa madre. Probablemente, ella pudo haber aceptado la propuesta para independizarse de su propia madre o evitar el matrimonio con alguien extranjero. La pareja inicialmente vivió con sus suegros los duques Alejandro y Eugenia de Oldemburgo; esta combinación no era armoniosa ya que los padres de Pedro, ambos conocidos por su trabajo filantrópico, lo reprendían por su pereza. A Olga le disgustaba su suegra, a pesar de que Eugenia, amiga cercana de la emperatriz María, colmó de presentes a su nuera, como una tiara obsequiada por Napoleón a la emperatriz Josefina. Pocas semanas después de la boda, la pareja viajó a Biarritz, desde donde embarcaron hacia Sorrento en un yate prestado por el rey Eduardo VII del Reino Unido.
A su regreso a Rusia, se instalaron en un palacio de doscientas habitaciones —la antigua mansión Bariátinski—, en la calle Serguíyevskaya 46 —actual calle Chaikovski— en San Petersburgo. La pareja dormía en habitaciones separadas, en extremos opuestos del edificio; Olga tenía su propio estudio de arte. Infeliz en su matrimonio, cayó en depresión y empezó a perder cabello, forzándola a usar una peluca durante dos años. Cerca del palacio de Ramón, la finca de los Oldemburgo en la provincia de Vorónezh, tenía su propia villa, llamada «Ólguino» en honor al pueblo local. Subvencionó la escuela de la aldea de su propio bolsillo y estableció un hospital. Su nuera más tarde escribió: «Trató de ayudar a todas las personas necesitadas en la medida en que sus fuerzas y los medios lo permitieran». En el hospital aprendió los tratamientos médicos básicos y cuidados adecuados por el médico local. Ejemplificó su fuerte fe ortodoxa creando íconos religiosos, que distribuyó a las causas caritativas que apoyaba. En Ramón, la pareja disfrutaba caminando por los bosques cercanos y cazaron lobos juntos. Aunque Pedro era amable y considerado con ella, Olga anhelaba amor, un matrimonio normal e hijos.
En abril de 1903, su hermano el gran duque Miguel, le presentó a Nikolái Kulikovski, un oficial de la Guardia de Coraceros Azules, durante una revisión militar real en el palacio Pávlovsk. Olga y Kulikovski comenzaron a verse e intercambiaron cartas regularmente. El mismo año, a la edad de veintidós años, se enfrentó a su marido y le pidió el divorcio, pero este se negó con la salvedad de que lo podría reconsiderar después de siete años. Sin embargo, Pedro nombró ayudante de campo a Kulikovski y le permitió vivir con ellos. La relación entre el oficial y la gran duquesa no era pública, pero los rumores sobre su romance se extendieron por la sociedad.

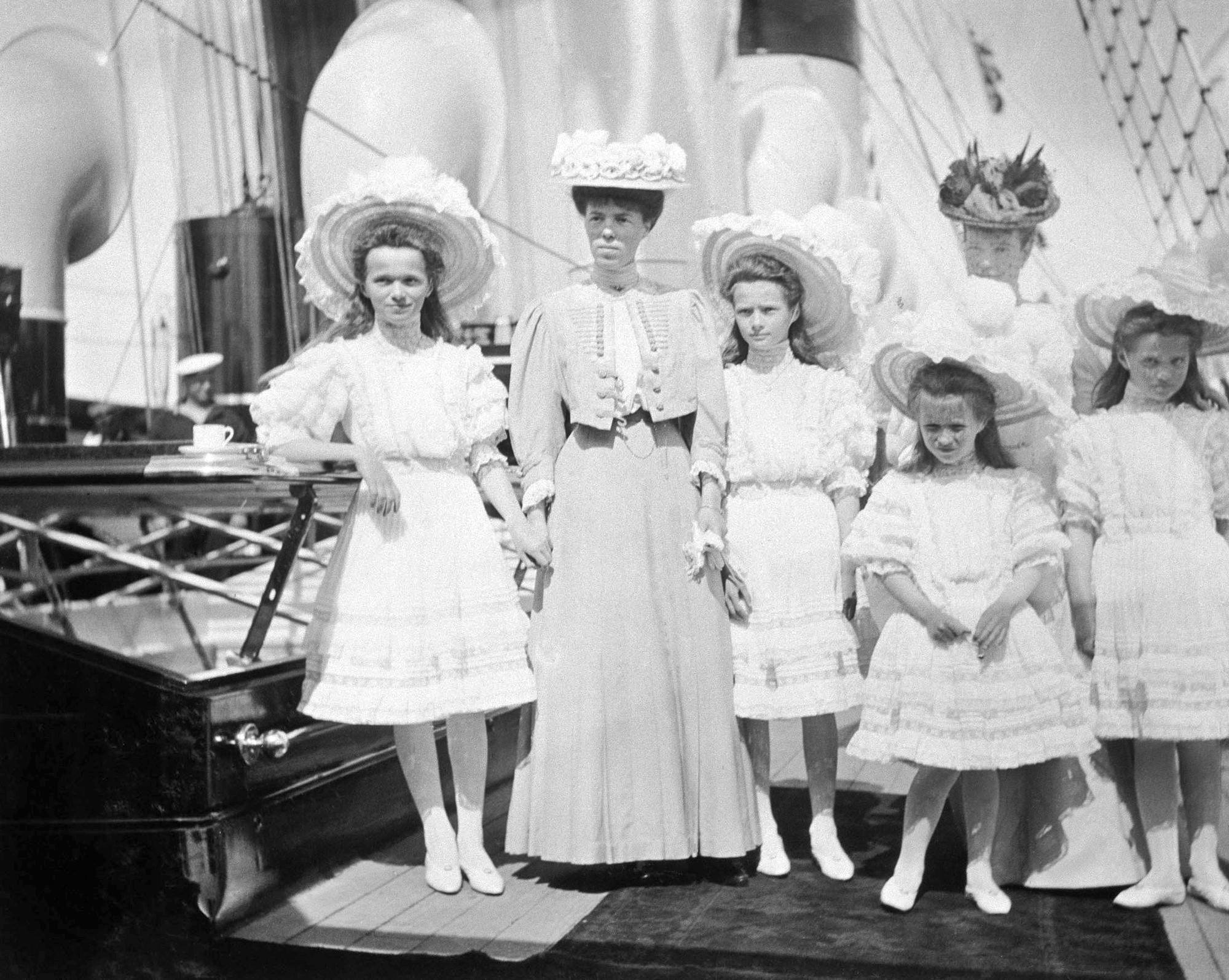
Acompañada de su madre y sus sobrinas Olga, Tatiana, Anastasia y María, a bordo del yate imperial Standart a su paso por Reval (actual Tallin, Estonia).

De 1904 a 1906, Pedro fue trasladado a un puesto militar en la Villa de los Zares, un complejo de palacios al sur de San Petersburgo. Allí, Olga empezó a vivir cerca de su hermano Nicolás y su familia, que vivían en el palacio de Alejandro, cerca de su propia residencia. Desarrolló una cercana relación con sus cuatro sobrinas y, entre 1906 y 1914, las llevaba todos los fines de semana del invierno a múltiples fiestas y compromisos en la ciudad, sin sus padres. Simpatizó con la más joven, la gran duquesa Anastasia, a quien llamaba Shvi-psik («pequeña»). A través de su hermano y su cuñada, conoció a Rasputín, un hombre devoto que aseguraba tener poderes curativos. Aunque ella no hizo ninguna crítica pública de la cercanía entre Rasputín con la familia imperial, no estaba convencida de sus supuestos poderes y en privado le desagradaba. A medida que Olga se acercaba a la familia de Nicolás, se deterioraba su relación con Miguel. Para horror de sus hermanos, Miguel se fugó con su amante, una plebeya dos veces divorciada, y la comunicación entre él y el resto de la familia imperial se cortó.
Los disturbios públicos durante la guerra ruso-japonesa y las demandas de reforma política aumentaron en los primeros años del siglo XX. En la Epifanía de 1905, un grupo de revolucionarios disparó a las ventanas del palacio de Invierno de la fortaleza de Pedro y Pablo. Olga y su madre quedaron bañadas con astillas de vidrio desde una ventana rota, sin sufrir heridas. Tres semanas más tarde, en el Domingo Sangriento, al menos noventa y dos personas fueron asesinadas por cosacos durante una manifestación y, un mes después, su tío el gran duque Sergio murió en un atentado. Se produjeron levantamientos en todo el país y secciones de la Marina se amotinaron. Olga apoyó el nombramiento del liberal Piotr Stolypin como primer ministro, que se embarcó en un programa de reformas agrarias graduales, pero en 1911 fue asesinado. El malestar público, la huida de su hermano Miguel y su falso matrimonio hicieron mella en ella; en 1912, durante una visita a Inglaterra con su madre, sufrió un ataque de ansiedad. Su cuñada, la emperatriz Alejandra también estaba fatigada y preocupada por la hemofilia del pequeño Alekséi. Mientras su cuñada permanecía en casa por depresión, la sustituía en todos los eventos públicos y acompañó a su hermano en un recorrido por el interior.

## Guerra y revolución

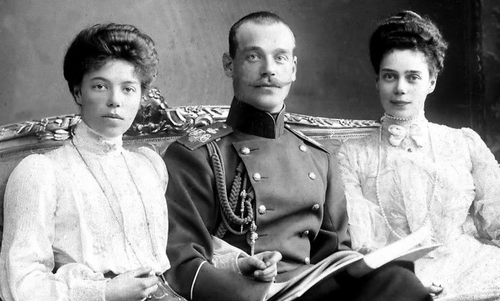
Fotografiada con sus hermanos Miguel y Xenia a principios de los años 1910.

El 1 de agosto de 1914, justo antes del comienzo de la Primera Guerra Mundial, su regimiento, los húsares de Ajtirski, pasó revista ante ella y el zar en Krasnoye Selo. Kulikovski se ofreció como voluntario para ir a combatir con los húsares, que fueron enviados en las líneas de frente en el sudoeste de Rusia. Con los conocimientos médicos que obtuvo en Ólguino, Olga empezó a trabajar como enfermera de la Cruz Roja en Rovno, cerca de donde estaba su regimiento. Durante la guerra, escuchaba los bombardeos mientras atendía a los enfermos y heridos. Las enfermeras rara vez trabajaban tan cerca del frente de batalla, por ello se le concedió la Orden de San Jorge, por parte del general Mannerheim, el que sería primer presidente de Finlandia. Debido al avance de las Potencias Centrales, el hospital en el que trabajaba fue enviado a Kiev y su hermano Miguel volvió del exilio.

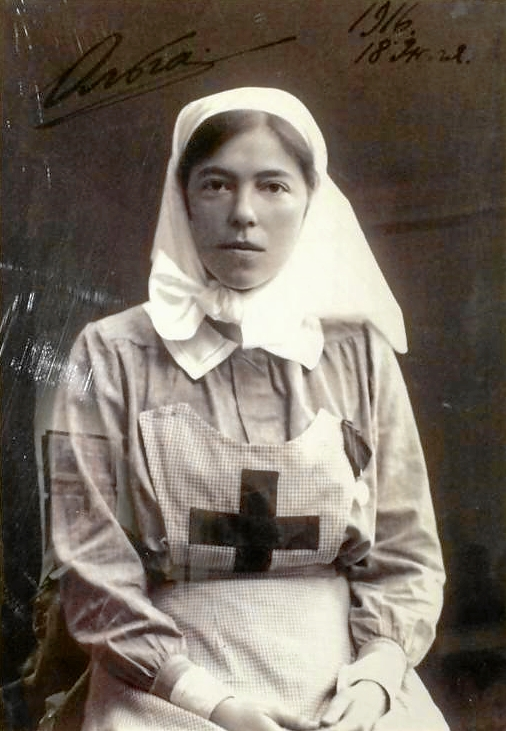
Olga como enfermera de guerra en 1916.

En 1916, el zar Nicolás II anuló oficialmente el matrimonio entre Olga y Pedro, permitiendo a su hermana que se casara con el coronel Kulikovski. La ceremonia de matrimonio se realizó el 16 de noviembre de ese año en la iglesia de los Tres Santos (Vasilievski) de Kiev. Los únicos invitados fueron su madre, su cuñado el gran duque Alejandro, cuatro oficiales del 12.º Regimiento Ajtirski y dos compañeras enfermeras del hospital de Kiev.
Durante la guerra, siguieron aumentando las tensiones internas y la privación económica en Rusia y crecieron las simpatías revolucionarias. Después de que el zar abdicó a principios de 1917, muchos miembros de la dinastía Románov, como Nicolás y su familia inmediata, fueron detenidos bajo arresto domiciliario. En busca de seguridad, viajó con su madre y su cuñado a Crimea a bordo de un tren especial, donde se les unió su hermana la gran duquesa Xenia. Permanecieron un tiempo en una finca de Alejandro, Ay-Todor, a unos 12 km de Yalta, donde fueron puesto bajo arresto domiciliario por las fuerzas locales. El 12 de agosto de 1917, durante el encierro, nació su primer hijo Tijon Nikoláyevich; recibió el nombre de Tijon de Zadonsk, el santo venerado cerca de la finca de la gran duquesa en Ólguino.

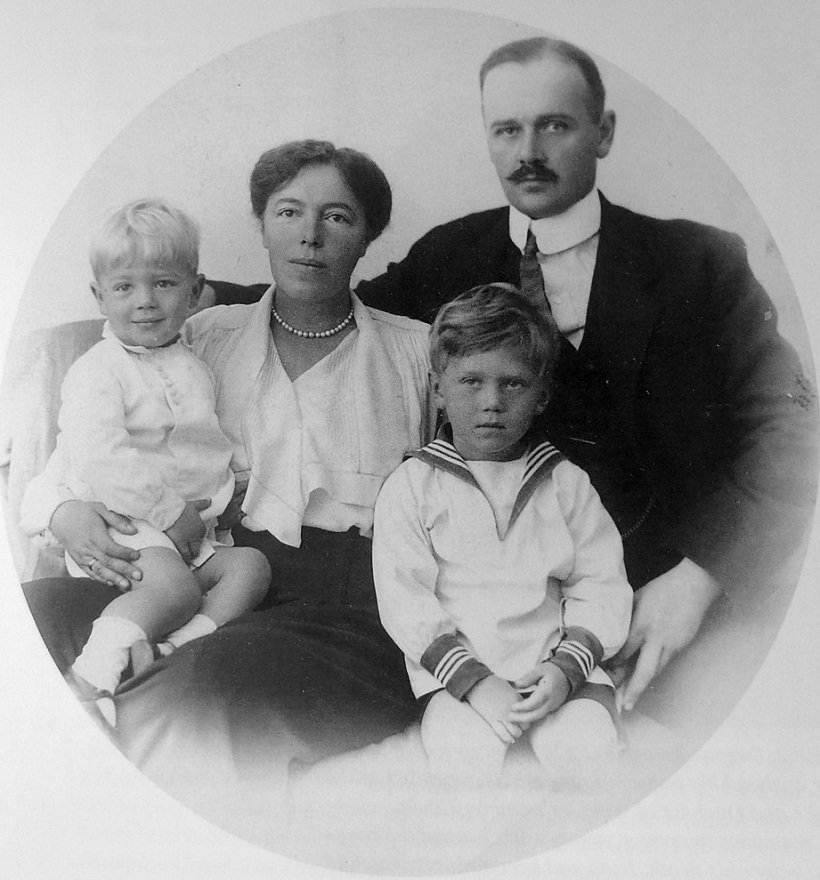
Olga, su segundo esposo el coronel Nikolái Kulikovski y sus dos hijos.

Los Románov, aislados en Crimea, sabían poco del destino del zar y de su familia. Nicolás, Alejandra y sus hijos fueron retenidos originalmente en su residencia oficial, el palacio de Alejandro, pero el gobierno provisional, bajo el mando de Aleksándr Kérenski, los trasladó a Tobolsk (Siberia). En febrero de 1918, la mayor parte de la familia imperial en Ay-Todor fue trasladada a otra finca, Dulber, donde los grandes duques Nicolás y Pedro ya estaban bajo arresto. Olga y su esposo se quedaron en Ay-Todor. Toda la familia en Crimea fue condenada a muerte por el sóviet revolucionario de Yalta, pero las ejecuciones se vieron retrasadas por las rivalidades políticas entre los sóviets de Yalta y Sebastopol. En marzo de 1918, Alemania había avanzado en Crimea y los guardias revolucionarios fueron reemplazados por los alemanes. En noviembre de 1918, las fuerzas alemanas fueron informadas de que su nación había perdido la guerra, por lo que evacuaron la zona. Las fuerzas aliadas, con el apoyo del Ejército Blanco, lograron apoderarse de los puertos de Crimea y permitir que los Románov allí asentados pudiesen ser evacuados al extranjero. María Fiódorovna y la mayoría de los Románov que había allí fueron evacuados en el HMS Marlborough, enviado por el rey Jorge V del Reino Unido. Nicolás ya había sido asesinado a tiros y la familia sobreviviente asumió, puntualmente, que su esposa e hijos también fueron ejecutados.
Olga y su esposo se negaron a abandonar Rusia y decidieron ir al Cáucaso, que había sido liberado de los bolcheviques revolucionarios por el Ejército Blanco. Uno de los guardaespaldas imperiales, Timoféi Yatchik, los guio hacia Nomovinskaya, su pueblo natal de amplia población cosaca. Alquilaron una casa de cinco habitaciones y allí dio a luz a su segundo y último hijo, Guri, el 23 de abril de 1919; este nombre venía de un amigo suyo, Guri Panáyev, asesinado mientras servía en el 12.º Regimiento Ajtirski durante la Primera Guerra Mundial. En noviembre la familia emprendió el que sería su último viaje por Rusia, escapándose de las tropas revolucionarias y refugiándose en la residencia del cónsul de Dinamarca, Thomas Schytte, que les informó que María Fiódorovna había llegado a ese país sin ningún daño. Tras permanecer un tiempo en la residencia del cónsul, fueron trasladados a un campo de refugiados en la isla de Büyükada, en el estrecho de Dardanelos cerca de Estambul. Allí ella y su esposo compartieron tres habitaciones con once personas más. Dos semanas después fueron evacuados a Belgrado, en el Reino de los Serbios, Croatas y Eslovenos, y eran visitados por el regente Alejandro, futuro rey de Yugoslavia. Les ofreció residencia permanente, pero María Fiódorovna solicitó la presencia de su hija en Copenhague en 1920. Olga y su familia llegaron a la capital danesa en el Viernes Santo; vivieron con su madre primero en el palacio de Amalienborg y luego en la hacienda real de Hvidøre, donde actuaba como secretaria y compañera de María Fiódorovna. La situación con su madre a veces era complicada: ella requería la entera disposición de su hija y encontró a sus pequeños nietos demasiado bulliciosos; además, no aceptaba el matrimonio de su hija por ser morganático, es decir, con un plebeyo, era fría con su yerno y rara vez lo permitía en su presencia. En recepciones formales, se esperaba que Olga acompañase sola a su madre.

## Encuentro con Anna Anderson

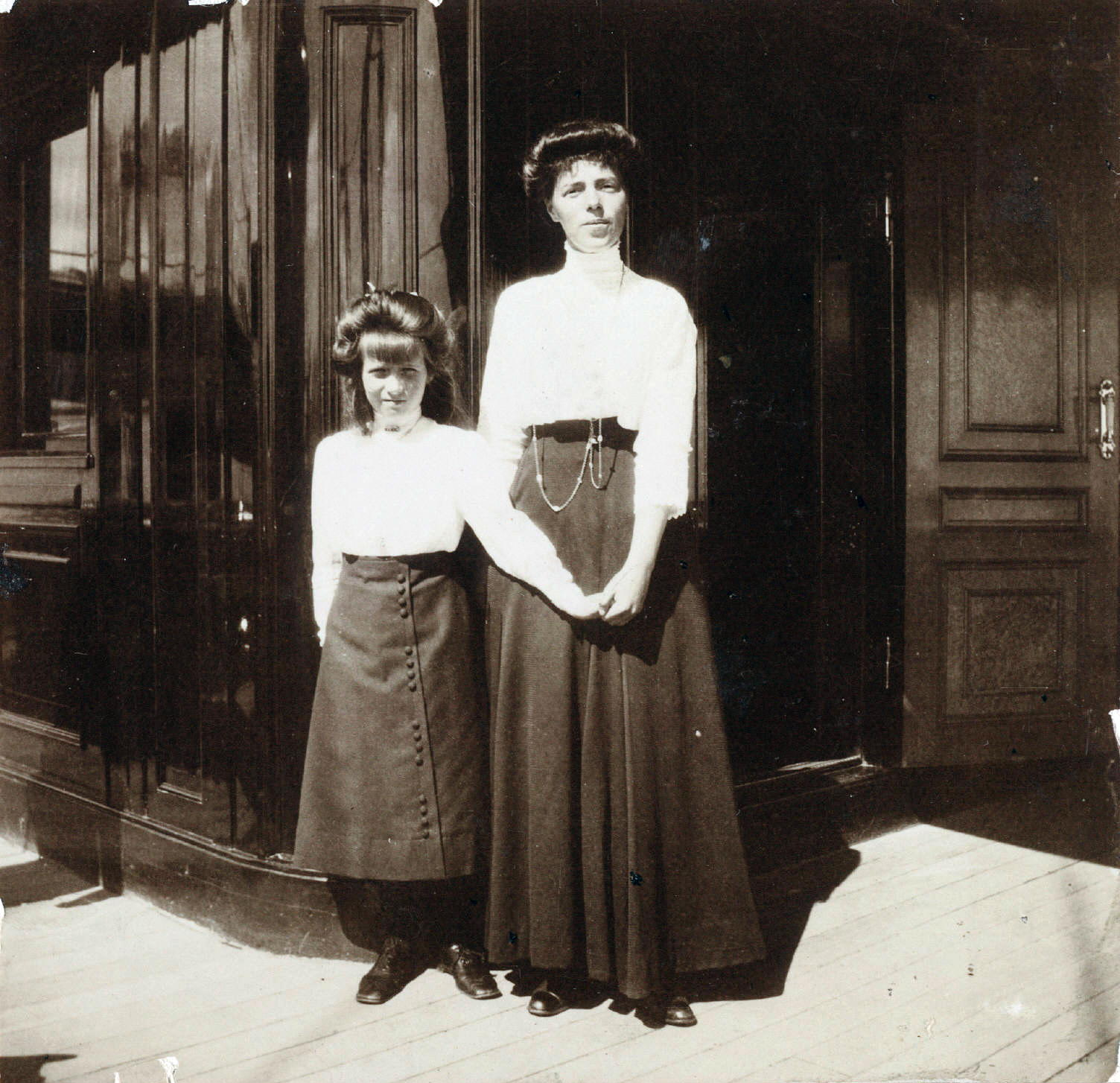
Olga y su sobrina Anastasia en 1912. Esta última fue asesinada en 1918, pero sus restos no fueron descubiertos hasta años después de la muerte de su tía. Muchas impostoras afirmaron ser Anastasia.

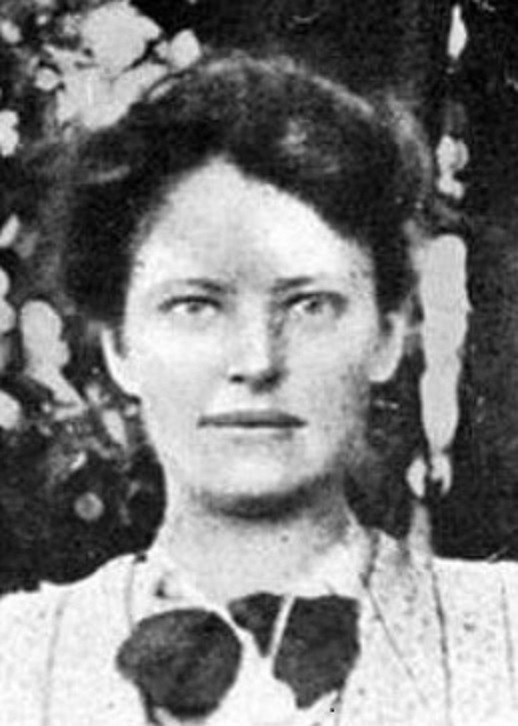
Fotografía de 1913 de Anna Anderson, uno de los varios seudónimos de la impostora Franziska Schanzkowska.

En 1925, viajó con su esposo a Berlín para encontrarse con Anna Anderson, quien afirmó ser su sobrina Anastasia. Anderson había intentado suicidarse en esa ciudad en 1920, lo que Olga más tarde llamó «probablemente el único hecho indiscutible en todo su relato». Anderson afirmó que, con la ayuda de un hombre de apellido Chaikovski, había escapado de la Rusia revolucionaria a través de Bucarest, donde había dado a luz a su hijo. Olga pensó que la historia era «palpablemente falsa», ya que Anderson no intentó acercarse a la reina María de Rumania durante su supuesta estancia en la capital rumana. En ese momento dijo:

Si la señora Anderson hubiera sido Anastasia, la reina María la habría reconocido en el acto. [...] María nunca se ha sorprendido por nada y una sobrina mía sabría eso. [...] No hay una pizca de evidencia genuina en el relato. La mujer se mantuvo alejada del único pariente que habría sido el primero en reconocerla, comprender su desesperada situación y simpatizar con ella.

Anderson dijo que estaba en Berlín para informar de su sobrevivencia a la princesa Irene de Prusia, hermana de la emperatriz Alejandra y prima del emperador Nicolás II. Olga comentó: «[La princesa Irene] fue una de las mujeres más puritanas de su generación. Mi sobrina sabría que su condición la habría conmocionado [a ella]». Conoció a Anderson en un asilo de ancianos, donde era tratada por tuberculosis. De esta visita, dijo más tarde:

Mi amada Anastasia tenía quince años cuando la vi por última vez en el verano de 1916. Tendría veinticuatro en 1925. Pensé que la señora Anderson parecía mucho mayor que eso. Por supuesto, uno tenía que tener en cuenta una enfermedad muy larga [...] De todos modos, las características de mi sobrina no podrían haberse alterado en cualquier reconocimiento. La nariz, la boca, los ojos eran todos diferentes. [...] Tan pronto como me senté junto a esa cama en el asilo de ancianos Mommsen, supe que estaba mirando a una extraña. [...] Me fui de Dinamarca con algo de esperanza en mi corazón. Salí de Berlín con toda la esperanza extinguida.

También dijo estar consternada porque Anderson hablaba solo alemán y no mostraba signos de saber inglés ni ruso, mientras que Anastasia hablaba ambos idiomas con fluidez y no podía alemán. Sin embargo, seguía simpatizando con ella, aparentemente porque pensaba que estaba enferma en lugar de engañarla deliberadamente. Tiempo después explicó:

[...] ella no me parecía una impostora completa. Su brusquedad se enfrentó contra eso. Un impostor astuto habría hecho todo lo posible para congraciarse [...] Pero la actitud de la señora Anderson habría desanimado a cualquiera. Mi propia creencia es que todo comenzó con algunas personas inescrupulosas que esperaban poner sus manos en al menos una parte de la fabulosa y completamente inexistente fortuna de los Románov [...] Tenía la sensación de que ella fue «informada», por así decirlo, pero lejos de ser perfecta. Los errores que cometió no se pueden atribuir a lapsos de memoria. Por ejemplo, tenía una cicatriz en uno de sus dedos y seguía diciendo a todos que había sido aplastado porque un lacayo le cerró la puerta de un landó demasiado rápido. Y en seguida recordé el verdadero incidente. Fue María, su hermana mayor, quien se lastimó bastante la mano, y no sucedió en un carruaje, sino a bordo del tren imperial. Obviamente, alguien, después de haber oído algo del incidente, le había pasado una versión incoherente a la señora Anderson.

Posiblemente, estaba al principio abierta a la posibilidad de que Anderson fuese Anastasia o era incapaz de tomar una decisión. Peter Kurth, biógrafo y partidario de Anderson, afirmó que Olga escribió al embajador danés Herluf Zahle a fines de octubre de 1925: «Creo que ella no es lo que cree, pero no se puede decir que no es un hecho». En un mes ya se había decidido; escribió a su amigo el coronel Anatoli Mordvínov: «No hay semejanza y, sin duda, ella no es A». Envió a Anderson una bufanda y cinco cartas, utilizadas posteriormente por los partidarios de la impostora para afirmar que fue reconocida como Anastasia por la gran duquesa. Tiempo después, dijo que envió el obsequio y las cartas «por lástima» y calificó los señalamientos como «una absoluta fabricación». Cuando rehusó reconocerla públicamente como su sobrina e hizo una declaración negando cualquier parecido en el periódico danés National Tidende, los partidarios de Anderson, Harriet von Rathlef y Gleb Botkin, indicaron que Olga estaba actuando por instrucciones de su hermana Xenia a través de telegrama, lo que fue refutado con cartas privadas y testimonios jurados. Años después, dijo su biógrafo oficial: «Nunca recibí tal telegrama»; el mensaje en cuestión nunca fue producido por los partidarios de Anderson y no se ha encontrado en ninguno de los documentos relacionados con el caso. Su hermana Xenia dijo:

[Los partidarios de Anderson] contaron las mentiras más terribles acerca de mi hermana y de mí [...] Se suponía que envié un telegrama a Olga diciendo: “En ningún caso reconozco a Anastasia”. Eso era una fantasía. Nunca envié telegramas, ni le di a mi hermana ningún consejo en su visita a Berlín. Estábamos preocupados por la sensatez de su marcha, pero solo porque temíamos que fuera utilizada con fines propagandísticos por los partidarios de la reclamante. [...] Mi hermana Olga sintió pena por esa pobre mujer. Era amable con ella y, debido a su bondad de corazón, sus opiniones e intenciones fueron tergiversadas.

## Vida en Dinamarca y huida
Su madre falleció en Hvidøre el 13 de octubre de 1928. La propiedad fue vendida y Olga compró Knudsminde, una granja en Ballerup con su parte de la herencia. Allí tuvieron caballos —en los que su esposo estaba especialmente interesado—, vacas Jersey, cerdos, gallinas, gansos, perros y gatos. Para el transporte usaban un pequeño automóvil y un trineo. Tijon y Guri —de trece y once años, respectivamente, cuando se mudaron a Knudsminde— se criaron en la granja. Olga dirigía la casa con la ayuda de su anciana criada Emilia «Mimka» Tenso, que los acompañaba desde Rusia. En su nueva etapa vivía con sencillez, trabaja en el campo, hacía tareas domésticas y pintaba.
La granja se convirtió en el centro de la comunidad monárquica rusa en Dinamarca y de muchos emigrados rusos que la visitaron. Olga seguía manteniendo correspondencia con la comunidad rusa en el exilio y con exmiembros del Ejército Imperial Ruso. El 5 de febrero de 1935, en la iglesia ortodoxa de san Alejandro Nevski de Copenhague, fueron los padrinos, junto con su primo el príncipe Gustav de Dinamarca, de Aleksander Schalburg, hijo de un oficial danés nacido en Rusia, Christian Frederik von Schalburg. En la década de 1930, veraneó con su familia en el palacio de Sofiero en Suecia con el príncipe heredero Gustavo de Suecia y con su esposa Luisa. Comenzó a vender sus propias pinturas de escenas rusas y danesas en subastas de exposiciones en Copenhague, Londres, París y Berlín. Algunos de los ingresos fueron donados a las organizaciones benéficas que apoyaba.
La neutral Dinamarca fue invadida por el Tercer Reich el 9 de abril de 1940 y estuvo bajo ocupación por el resto de la Segunda Guerra Mundial. Empezó la escasez de alimentos, las restricciones en comunicación y los cierres de carreteras. Ambos hijos de Olga sirvieron como oficiales del Real Ejército Danés y fueron encarcelados como prisioneros de guerra durante dos meses en un hotel capitalino. Tijon estuvo preso un mes más en 1943 después de ser arrestado por cargos de espionaje. Algunos emigrados rusos, deseosos de luchar contra los soviéticos, se alistaron en las fuerzas alemanas. A pesar del internamiento de sus hijos y de los orígenes daneses de su madre, Olga estuvo implicada en la colusión de sus compatriotas con las fuerzas alemanas, mientras continuaba reuniéndose y ayudando a los emigrados rusos que luchaban contra el comunismo soviético. El 4 de mayo de 1945, las fuerzas alemanas en Dinamarca se rindieron ante los británicos. Como las condiciones económicas y sociales de los exiliados rusos no mejoraron, el general Piotr Krasnov le escribió detallando las miserables condiciones que afectaban a los inmigrantes rusos en Dinamarca; ella a su vez pidió ayuda al príncipe Absalón de Dinamarca, pero su petición fue rechazada.
Con el final de la Segunda Guerra Mundial, las tropas soviéticas ocuparon la isla danesa de Bornholm y el régimen soviético envió un mensaje al Gobierno danés acusando a Olga y un obispo católico danés de conspiración contra el Kremlin. Los Románov sobrevivientes en Dinamarca tuvieron miedo de ser secuestrados o sufrir un atentado, por lo que ella y su familia decidieron trasladarse a Canadá.

## Vida en Canadá y muerte

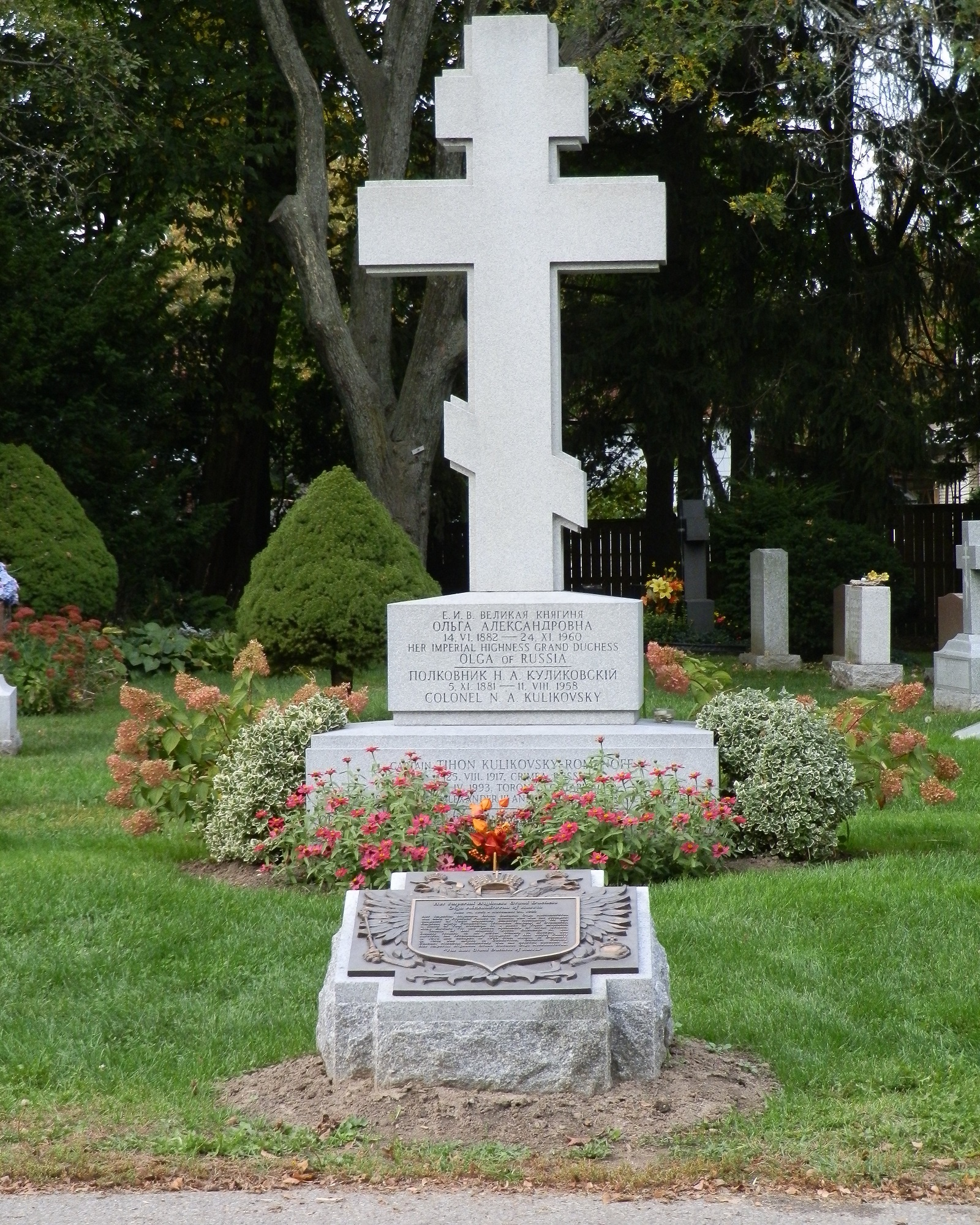
Su tumba en North York (Toronto).

En mayo de 1948, los Kulikovski viajaron a Londres en un buque de transporte de tropas danés. Se alojaron en un apartamento de Gracia y Favor en el palacio de Hampton Court mientras se hicieron los arreglos para su viaje a Canadá como agricultores inmigrantes. El 2 de junio de 1948, Olga y su esposo Nikolái, Tijon y su esposa danesa Agnete, Guri y su esposa danesa Ruth, los dos hijos de Guri —Xenia y Leonid— y la devota compañera y excriada Mimka Tenso partieron de Liverpool a bordo del Empress of Canada. Después de una travesía difícil, el barco atracó en Halifax (Nueva Escocia). La familia se trasladó a Toronto, donde vivió hasta que compró una granja de 200 acres (0.81 km²) en el condado de Halton (Ontario), cerca de Campbellville.
En 1952, la granja se había convertido en una carga para Olga y su marido. Ambos eran ancianos, sus hijos se habían independizado y les era difícil conseguir trabajo. Nikolái sufría una enfermedad que se iba acrecentando y algunas de las joyas restantes de Olga fueron robadas. Vendieron la finca y se trasladaron a una casa más pequeña, de cinco habitaciones, en un suburbio de Cooksville, ahora amalgamado en Mississauga. Mimka sufrió un derrame cerebral que la dejó discapacitada; Olga cuidó a su excriada hasta su muerte el 24 de enero de 1954.
A su pequeña casa llegaban vecinos y visitantes de la región, pero también dignatarios extranjeros y miembros de la realeza, como la princesa Marina de Kent en 1954 o Luis Mountbatten y su esposa Edwina en agosto de 1959. En julio de 1959, la reina Isabel II del Reino Unido y su esposo Felipe visitaron Toronto y la invitaron a almorzar a bordo del yate real Britannia. Su hogar también era un imán para los impostores Románov, a quienes ella y su familia consideraban una amenaza.
En 1958 su esposo estaba prácticamente paralizado y ella vendió algunas de sus joyas para reunir fondos. Después de la muerte de Nikolái ese mismo año, se enfermó cada vez más hasta que fue hospitalizada en abril de 1960 en el Hospital General de Toronto. Aparentemente no fue informada o no sabía que su hermana mayor, Xenia, había muerto en Londres ese mes. Incapaz de cuidar de sí misma, se hospedó con sus amigos emigrados rusos, Konstantin y Sinaida Martemianov, en un departamento sobre un salón de belleza en Toronto. Cayó en coma el 21 de noviembre y murió el 24 de noviembre a la edad de setenta y ocho años.
Fue enterrada junto a su esposo en el cementerio de York el 30 de noviembre, después de un funeral en la catedral de Cristo Salvador de Toronto. Oficiales de los húsares de Ajtirski y los coraceros azules estaban de guardia en la pequeña iglesia rusa, llena de dolientes. Aunque lleva una vida sencilla, adquiría ropa barata, hacía sus propias compras y practicaba la jardinería, su patrimonio estaba valorado en más de 200 000 dólares canadienses —alrededor de $1.8 millones en 2020— en concepto de acciones y bonos, principalmente; en cambio, sus posesiones materiales fueron tasadas en $350, lo que Patricia Phenix consideró una subestimación.

## Legado

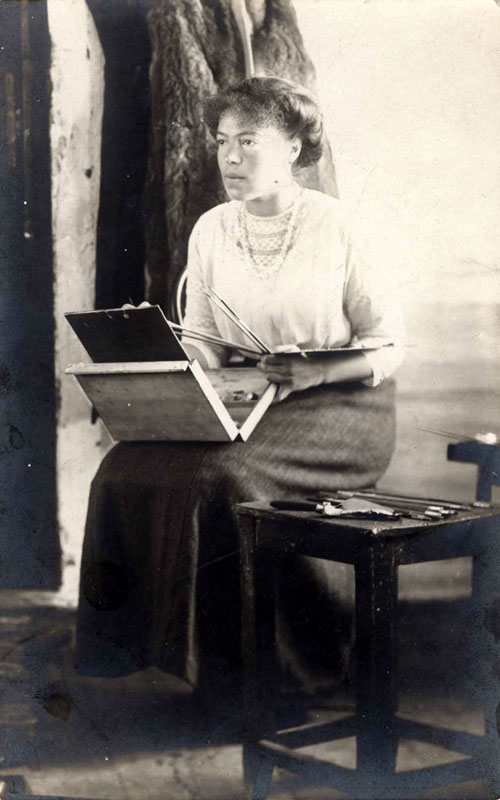
Fotografiada en su salón de pintura.

Olga comenzó a dibujar y pintar a una edad temprana; según dijo a su biógrafo oficial Ian Vorres:

Incluso durante mis clases de geografía y aritmética, tenía permitido sentarme con un lápiz en la mano. Podía escuchar mucho mejor cuando dibujaba cereales o flores silvestres.

Pintó a lo largo de su vida, en papel, lienzo y cerámica, y su producción se estima en más de 2000 piezas. Su tema habitual era las escenas y los paisajes, aunque también hacía retratos y naturaleza muerta. Sobre esto, Vorres opinó:

Sus pinturas, vívidas y sensibles, están inmersas en la tenue luz de su amada Rusia. Además de sus numerosos paisajes e imágenes de flores que revelan su amor inherente por la naturaleza, también se detiene en escenas de la vida cotidiana simple [...] ejecutadas con un ojo sensible para la composición, expresión y detalle. Su obra irradia paz, serenidad y un espíritu de amor que refleja su propio carácter, en absoluto contraste con el sufrimiento que experimentó durante la mayor parte de su vida.

Según su nuera:

Al ser una persona profundamente religiosa, la gran duquesa percibió la belleza de la naturaleza como una creación divinamente inspirada. La oración y la asistencia a la iglesia le proporcionaron la fuerza no solo para superar las nuevas dificultades que le sucedieron, sino también para continuar con el dibujo. Estos sentimientos de agradecimiento a Dios impregnaban no solo los iconos creados por la gran duquesa, sino también sus retratos y pinturas de bodegones.

Sus pinturas eran una fuente rentable de ingresos. Según su nuera, prefería exponer en Dinamarca para evitar la comercialismo del mercado estadounidense. El Programa de Ayuda Rusa, fundado por Tijon y su tercera esposa Olga, en honor a su madre, presentó una selección de su obra en la residencia del embajador ruso en Washington D. C. en 2001, en Moscú en 2002, en Ekaterimburgo en 2004, en San Petersburgo y Moscú en 2005, en Tiumén y Surgut en 2006, en la Galería Tretiakov en Moscú y el castillo de San Miguel en San Petersburgo en 2007 y en el Museo Vladímir Arseniev en Vladivostok en 2013. Sus piezas de arte están presentes en las colecciones de la reina Isabel II y su esposo Felipe, el rey Harald V y colecciones privadas en América del Norte y Europa. El Museo Ballerup en Pederstrup (Dinamarca) tiene alrededor de cien de sus obras.

## Ancestros
| \| \| \| \| \| \| \| \| \| \| \| \| \| \| \| \| \| \| \| \| 16. Pablo I de Rusia \| \| \| \| \| \| \| \| \| \| \| \| \| \| \| \| \| \| \| \| \| \| \| \| \| \| \| \| \| \| \| \| \| \| \| \| \| \| \| \| \| \| \| \| \| \| \| \| \| \| \| \| \| \| 8. Nicolás I de Rusia \| \| \| \| \| \| \| \| \| \| \| \| \| \| \| \| \| \| \| \| \| \| \| \| \| \| \| \| \| \| \| \| \| \| \| \| \| \| \| \| \| \| \| \| \| \| \| \| \| \| \| \| \| \| 17. Sofía Dorotea de Württemberg \| \| \| \| \| \| \| \| \| \| \| \| \| \| \| \| \| \| \| \| \| \| \| \| \| \| \| \| \| \| \| \| \| \| \| \| \| \| \| \| \| \| \| \| \| \| \| \| \| \| \| \| \| \| 4. Alejandro II de Rusia \| \| \| \| \| \| \| \| \| \| \| \| \| \| \| \| \| \| \| \| \| \| \| \| \| \| \| \| \| \| \| \| \| \| \| \| \| \| \| \| \| \| \| \| \| \| \| \| \| \| \| \| \| \| 18. Federico Guillermo III de Prusia \| \| \| \| \| \| \| \| \| \| \| \| \| \| \| \| \| \| \| \| \| \| \| \| \| \| \| \| \| \| \| \| \| \| \| \| \| \| \| \| \| \| \| \| \| \| \| \| \| \| \| \| \| \| 9. Carlota de Prusia \| \| \| \| \| \| \| \| \| \| \| \| \| \| \| \| \| \| \| \| \| \| \| \| \| \| \| \| \| \| \| \| \| \| \| \| \| \| \| \| \| \| \| \| \| \| \| \| \| \| \| \| \| \| 19. Luisa de Mecklemburgo-Strelitz \| \| \| \| \| \| \| \| \| \| \| \| \| \| \| \| \| \| \| \| \| \| \| \| \| \| \| \| \| \| \| \| \| \| \| \| \| \| \| \| \| \| \| \| \| \| \| \| \| \| \| \| \| \| 2. Alejandro III de Rusia \| \| \| \| \| \| \| \| \| \| \| \| \| \| \| \| \| \| \| \| \| \| \| \| \| \| \| \| \| \| \| \| \| \| \| \| \| \| \| \| \| \| \| \| \| \| \| \| \| \| \| \| \| \| 20. Luis I de Hesse-Darmstadt \| \| \| \| \| \| \| \| \| \| \| \| \| \| \| \| \| \| \| \| \| \| \| \| \| \| \| \| \| \| \| \| \| \| \| \| \| \| \| \| \| \| \| \| \| \| \| \| \| \| \| \| \| \| 10. Luis II de Hesse-Darmstadt \| \| \| \| \| \| \| \| \| \| \| \| \| \| \| \| \| \| \| \| \| \| \| \| \| \| \| \| \| \| \| \| \| \| \| \| \| \| \| \| \| \| \| \| \| \| \| \| \| \| \| \| \| \| 21. Luisa de Hesse-Darmstadt \| \| \| \| \| \| \| \| \| \| \| \| \| \| \| \| \| \| \| \| \| \| \| \| \| \| \| \| \| \| \| \| \| \| \| \| \| \| \| \| \| \| \| \| \| \| \| \| \| \| \| \| \| \| 5. María de Hesse-Darmstadt \| \| \| \| \| \| \| \| \| \| \| \| \| \| \| \| \| \| \| \| \| \| \| \| \| \| \| \| \| \| \| \| \| \| \| \| \| \| \| \| \| \| \| \| \| \| \| \| \| \| \| \| \| \| 22. Carlos Luis de Baden \| \| \| \| \| \| \| \| \| \| \| \| \| \| \| \| \| \| \| \| \| \| \| \| \| \| \| \| \| \| \| \| \| \| \| \| \| \| \| \| \| \| \| \| \| \| \| \| \| \| \| \| \| \| 11. Guillermina de Baden \| \| \| \| \| \| \| \| \| \| \| \| \| \| \| \| \| \| \| \| \| \| \| \| \| \| \| \| \| \| \| \| \| \| \| \| \| \| \| \| \| \| \| \| \| \| \| \| \| \| \| \| \| \| 23. Amalia de Hesse-Darmstadt \| \| \| \| \| \| \| \| \| \| \| \| \| \| \| \| \| \| \| \| \| \| \| \| \| \| \| \| \| \| \| \| \| \| \| \| \| \| \| \| \| \| \| \| \| \| \| \| \| \| \| \| \| \| 1. Olga de Rusia \| \| \| \| \| \| \| \| \| \| \| \| \| \| \| \| \| \| \| \| \| \| \| \| \| \| \| \| \| \| \| \| \| \| \| \| \| \| \| \| \| \| \| \| \| \| \| \| \| \| \| \| \| \| 24. Federico Carlos de Schleswig-Holstein-Sonderburg-Beck \| \| \| \| \| \| \| \| \| \| \| \| \| \| \| \| \| \| \| \| \| \| \| \| \| \| \| \| \| \| \| \| \| \| \| \| \| \| \| \| \| \| \| \| \| \| \| \| \| \| \| \| \| \| 12. Federico Guillermo de Schleswig-Holstein-Sonderburg-Glücksburg \| \| \| \| \| \| \| \| \| \| \| \| \| \| \| \| \| \| \| \| \| \| \| \| \| \| \| \| \| \| \| \| \| \| \| \| \| \| \| \| \| \| \| \| \| \| \| \| \| \| \| \| \| \| 25. Federica de Schlieben \| \| \| \| \| \| \| \| \| \| \| \| \| \| \| \| \| \| \| \| \| \| \| \| \| \| \| \| \| \| \| \| \| \| \| \| \| \| \| \| \| \| \| \| \| \| \| \| \| \| \| \| \| \| 6. Cristián IX de Dinamarca \| \| \| \| \| \| \| \| \| \| \| \| \| \| \| \| \| \| \| \| \| \| \| \| \| \| \| \| \| \| \| \| \| \| \| \| \| \| \| \| \| \| \| \| \| \| \| \| \| \| \| \| \| \| 26. Carlos de Hesse-Kassel \| \| \| \| \| \| \| \| \| \| \| \| \| \| \| \| \| \| \| \| \| \| \| \| \| \| \| \| \| \| \| \| \| \| \| \| \| \| \| \| \| \| \| \| \| \| \| \| \| \| \| \| \| \| 13. Luisa Carolina de Hesse-Kassel \| \| \| \| \| \| \| \| \| \| \| \| \| \| \| \| \| \| \| \| \| \| \| \| \| \| \| \| \| \| \| \| \| \| \| \| \| \| \| \| \| \| \| \| \| \| \| \| \| \| \| \| \| \| 27. Luisa de Dinamarca y Noruega \| \| \| \| \| \| \| \| \| \| \| \| \| \| \| \| \| \| \| \| \| \| \| \| \| \| \| \| \| \| \| \| \| \| \| \| \| \| \| \| \| \| \| \| \| \| \| \| \| \| \| \| \| \| 3. Dagmar de Dinamarca \| \| \| \| \| \| \| \| \| \| \| \| \| \| \| \| \| \| \| \| \| \| \| \| \| \| \| \| \| \| \| \| \| \| \| \| \| \| \| \| \| \| \| \| \| \| \| \| \| \| \| \| \| \| 28. Federico de Hesse-Kassel \| \| \| \| \| \| \| \| \| \| \| \| \| \| \| \| \| \| \| \| \| \| \| \| \| \| \| \| \| \| \| \| \| \| \| \| \| \| \| \| \| \| \| \| \| \| \| \| \| \| \| \| \| \| 14. Guillermo de Hesse-Kassel \| \| \| \| \| \| \| \| \| \| \| \| \| \| \| \| \| \| \| \| \| \| \| \| \| \| \| \| \| \| \| \| \| \| \| \| \| \| \| \| \| \| \| \| \| \| \| \| \| \| \| \| \| \| 29. Carolina Polixena de Nassau-Usingen \| \| \| \| \| \| \| \| \| \| \| \| \| \| \| \| \| \| \| \| \| \| \| \| \| \| \| \| \| \| \| \| \| \| \| \| \| \| \| \| \| \| \| \| \| \| \| \| \| \| \| \| \| \| 7. Luisa de Hesse-Kassel \| \| \| \| \| \| \| \| \| \| \| \| \| \| \| \| \| \| \| \| \| \| \| \| \| \| \| \| \| \| \| \| \| \| \| \| \| \| \| \| \| \| \| \| \| \| \| \| \| \| \| \| \| \| 30. Federico de Dinamarca y Noruega \| \| \| \| \| \| \| \| \| \| \| \| \| \| \| \| \| \| \| \| \| \| \| \| \| \| \| \| \| \| \| \| \| \| \| \| \| \| \| \| \| \| \| \| \| \| \| \| \| \| \| \| \| \| 15. Luisa Carlota de Dinamarca \| \| \| \| \| \| \| \| \| \| \| \| \| \| \| \| \| \| \| \| \| \| \| \| \| \| \| \| \| \| \| \| \| \| \| \| \| \| \| \| \| \| \| \| \| \| \| \| \| \| \| \| \| \| 31. Sofía Federica de Mecklemburgo-Schwerin \| \| \| \| \| \| \| \| \| \| \| \| \| \| \| \| \| \| \| \| \| \| \| \| \| \| \| \| \| \| \| \| \| \| \| \| \| \| \| \| \| \| \| \| \| \| \| \| \| \| \| \| |                                                                    |  |  |  |  |  |  |  |  |  |  |  |  |  |  |  |
| |                                                                    |  |  |  |  |  |  |  |  |  |  |  |  |  |  |  |
| | 16. Pablo I de Rusia                                               |  |  |  |  |  |  |  |  |  |  |  |  |  |  |  |
| |                                                                    |  |  |  |  |  |  |  |  |  |  |  |  |  |  |  |
| |                                                                    |  |  |  |  |  |  |  |  |  |  |  |  |  |  |  |
| | 8. Nicolás I de Rusia                                              |  |  |  |  |  |  |  |  |  |  |  |  |  |  |  |
| |                                                                    |  |  |  |  |  |  |  |  |  |  |  |  |  |  |  |
| |                                                                    |  |  |  |  |  |  |  |  |  |  |  |  |  |  |  |
| | 17. Sofía Dorotea de Württemberg                                   |  |  |  |  |  |  |  |  |  |  |  |  |  |  |  |
| |                                                                    |  |  |  |  |  |  |  |  |  |  |  |  |  |  |  |
| |                                                                    |  |  |  |  |  |  |  |  |  |  |  |  |  |  |  |
| | 4. Alejandro II de Rusia                                           |  |  |  |  |  |  |  |  |  |  |  |  |  |  |  |
| |                                                                    |  |  |  |  |  |  |  |  |  |  |  |  |  |  |  |
| |                                                                    |  |  |  |  |  |  |  |  |  |  |  |  |  |  |  |
| | 18. Federico Guillermo III de Prusia                               |  |  |  |  |  |  |  |  |  |  |  |  |  |  |  |
| |                                                                    |  |  |  |  |  |  |  |  |  |  |  |  |  |  |  |
| |                                                                    |  |  |  |  |  |  |  |  |  |  |  |  |  |  |  |
| | 9. Carlota de Prusia                                               |  |  |  |  |  |  |  |  |  |  |  |  |  |  |  |
| |                                                                    |  |  |  |  |  |  |  |  |  |  |  |  |  |  |  |
| |                                                                    |  |  |  |  |  |  |  |  |  |  |  |  |  |  |  |
| | 19. Luisa de Mecklemburgo-Strelitz                                 |  |  |  |  |  |  |  |  |  |  |  |  |  |  |  |
| |                                                                    |  |  |  |  |  |  |  |  |  |  |  |  |  |  |  |
| |                                                                    |  |  |  |  |  |  |  |  |  |  |  |  |  |  |  |
| | 2. Alejandro III de Rusia                                          |  |  |  |  |  |  |  |  |  |  |  |  |  |  |  |
| |                                                                    |  |  |  |  |  |  |  |  |  |  |  |  |  |  |  |
| |                                                                    |  |  |  |  |  |  |  |  |  |  |  |  |  |  |  |
| | 20. Luis I de Hesse-Darmstadt                                      |  |  |  |  |  |  |  |  |  |  |  |  |  |  |  |
| |                                                                    |  |  |  |  |  |  |  |  |  |  |  |  |  |  |  |
| |                                                                    |  |  |  |  |  |  |  |  |  |  |  |  |  |  |  |
| | 10. Luis II de Hesse-Darmstadt                                     |  |  |  |  |  |  |  |  |  |  |  |  |  |  |  |
| |                                                                    |  |  |  |  |  |  |  |  |  |  |  |  |  |  |  |
| |                                                                    |  |  |  |  |  |  |  |  |  |  |  |  |  |  |  |
| | 21. Luisa de Hesse-Darmstadt                                       |  |  |  |  |  |  |  |  |  |  |  |  |  |  |  |
| |                                                                    |  |  |  |  |  |  |  |  |  |  |  |  |  |  |  |
| |                                                                    |  |  |  |  |  |  |  |  |  |  |  |  |  |  |  |
| | 5. María de Hesse-Darmstadt                                        |  |  |  |  |  |  |  |  |  |  |  |  |  |  |  |
| |                                                                    |  |  |  |  |  |  |  |  |  |  |  |  |  |  |  |
| |                                                                    |  |  |  |  |  |  |  |  |  |  |  |  |  |  |  |
| | 22. Carlos Luis de Baden                                           |  |  |  |  |  |  |  |  |  |  |  |  |  |  |  |
| |                                                                    |  |  |  |  |  |  |  |  |  |  |  |  |  |  |  |
| |                                                                    |  |  |  |  |  |  |  |  |  |  |  |  |  |  |  |
| | 11. Guillermina de Baden                                           |  |  |  |  |  |  |  |  |  |  |  |  |  |  |  |
| |                                                                    |  |  |  |  |  |  |  |  |  |  |  |  |  |  |  |
| |                                                                    |  |  |  |  |  |  |  |  |  |  |  |  |  |  |  |
| | 23. Amalia de Hesse-Darmstadt                                      |  |  |  |  |  |  |  |  |  |  |  |  |  |  |  |
| |                                                                    |  |  |  |  |  |  |  |  |  |  |  |  |  |  |  |
| |                                                                    |  |  |  |  |  |  |  |  |  |  |  |  |  |  |  |
| | 1. Olga de Rusia                                                   |  |  |  |  |  |  |  |  |  |  |  |  |  |  |  |
| |                                                                    |  |  |  |  |  |  |  |  |  |  |  |  |  |  |  |
| |                                                                    |  |  |  |  |  |  |  |  |  |  |  |  |  |  |  |
| | 24. Federico Carlos de Schleswig-Holstein-Sonderburg-Beck          |  |  |  |  |  |  |  |  |  |  |  |  |  |  |  |
| |                                                                    |  |  |  |  |  |  |  |  |  |  |  |  |  |  |  |
| |                                                                    |  |  |  |  |  |  |  |  |  |  |  |  |  |  |  |
| | 12. Federico Guillermo de Schleswig-Holstein-Sonderburg-Glücksburg |  |  |  |  |  |  |  |  |  |  |  |  |  |  |  |
| |                                                                    |  |  |  |  |  |  |  |  |  |  |  |  |  |  |  |
| |                                                                    |  |  |  |  |  |  |  |  |  |  |  |  |  |  |  |
| | 25. Federica de Schlieben                                          |  |  |  |  |  |  |  |  |  |  |  |  |  |  |  |
| |                                                                    |  |  |  |  |  |  |  |  |  |  |  |  |  |  |  |
| |                                                                    |  |  |  |  |  |  |  |  |  |  |  |  |  |  |  |
| | 6. Cristián IX de Dinamarca                                        |  |  |  |  |  |  |  |  |  |  |  |  |  |  |  |
| |                                                                    |  |  |  |  |  |  |  |  |  |  |  |  |  |  |  |
| |                                                                    |  |  |  |  |  |  |  |  |  |  |  |  |  |  |  |
| | 26. Carlos de Hesse-Kassel                                         |  |  |  |  |  |  |  |  |  |  |  |  |  |  |  |
| |                                                                    |  |  |  |  |  |  |  |  |  |  |  |  |  |  |  |
| |                                                                    |  |  |  |  |  |  |  |  |  |  |  |  |  |  |  |
| | 13. Luisa Carolina de Hesse-Kassel                                 |  |  |  |  |  |  |  |  |  |  |  |  |  |  |  |
| |                                                                    |  |  |  |  |  |  |  |  |  |  |  |  |  |  |  |
| |                                                                    |  |  |  |  |  |  |  |  |  |  |  |  |  |  |  |
| | 27. Luisa de Dinamarca y Noruega                                   |  |  |  |  |  |  |  |  |  |  |  |  |  |  |  |
| |                                                                    |  |  |  |  |  |  |  |  |  |  |  |  |  |  |  |
| |                                                                    |  |  |  |  |  |  |  |  |  |  |  |  |  |  |  |
| | 3. Dagmar de Dinamarca                                             |  |  |  |  |  |  |  |  |  |  |  |  |  |  |  |
| |                                                                    |  |  |  |  |  |  |  |  |  |  |  |  |  |  |  |
| |                                                                    |  |  |  |  |  |  |  |  |  |  |  |  |  |  |  |
| | 28. Federico de Hesse-Kassel                                       |  |  |  |  |  |  |  |  |  |  |  |  |  |  |  |
| |                                                                    |  |  |  |  |  |  |  |  |  |  |  |  |  |  |  |
| |                                                                    |  |  |  |  |  |  |  |  |  |  |  |  |  |  |  |
| | 14. Guillermo de Hesse-Kassel                                      |  |  |  |  |  |  |  |  |  |  |  |  |  |  |  |
| |                                                                    |  |  |  |  |  |  |  |  |  |  |  |  |  |  |  |
| |                                                                    |  |  |  |  |  |  |  |  |  |  |  |  |  |  |  |
| | 29. Carolina Polixena de Nassau-Usingen                            |  |  |  |  |  |  |  |  |  |  |  |  |  |  |  |
| |                                                                    |  |  |  |  |  |  |  |  |  |  |  |  |  |  |  |
| |                                                                    |  |  |  |  |  |  |  |  |  |  |  |  |  |  |  |
| | 7. Luisa de Hesse-Kassel                                           |  |  |  |  |  |  |  |  |  |  |  |  |  |  |  |
| |                                                                    |  |  |  |  |  |  |  |  |  |  |  |  |  |  |  |
| |                                                                    |  |  |  |  |  |  |  |  |  |  |  |  |  |  |  |
| | 30. Federico de Dinamarca y Noruega                                |  |  |  |  |  |  |  |  |  |  |  |  |  |  |  |
| |                                                                    |  |  |  |  |  |  |  |  |  |  |  |  |  |  |  |
| |                                                                    |  |  |  |  |  |  |  |  |  |  |  |  |  |  |  |
| | 15. Luisa Carlota de Dinamarca                                     |  |  |  |  |  |  |  |  |  |  |  |  |  |  |  |
| |                                                                    |  |  |  |  |  |  |  |  |  |  |  |  |  |  |  |
| |                                                                    |  |  |  |  |  |  |  |  |  |  |  |  |  |  |  |
| | 31. Sofía Federica de Mecklemburgo-Schwerin                        |  |  |  |  |  |  |  |  |  |  |  |  |  |  |  |
| |                                                                    |  |  |  |  |  |  |  |  |  |  |  |  |  |  |  |
| |                                                                    |  |  |  |  |  |  |  |  |  |  |  |  |  |  |  |